# Hemiphyllodactylus ganoklonis
Hemiphyllodactylus ganoklonis là một loài thằn lằn trong họ Gekkonidae. Loài này được Zug mô tả khoa học đầu tiên năm 2010.